# Roscoea scillifolia
Roscoea scillifolia é uma planta herbácea de folhagem persistente que ocorre na província chinesa de Yunnan. Como a maioria dos membros da família do gengibre (Zingiberaceae), a qual pertence, é tropical; mas como outras espécies do gênero Roscoea, cresce melhor em regiões montanhosas e geladas.

## Descrição
Roscoea scillifolia é uma planta herbácea perene. Como todos membros do gênero, seca anualmente até um curto rizoma vertical, que está ligado a raízes tuberosas. Quando começa a crescer novamente, "pseudopecíolos" são produzidos: estruturas que lembram pecíolos, porém são formadas pelas bainhas de suas folhas firmemente enroladas. A espécie varia consideravelmente em altura: algumas plantas são muito pequenas, com apenas 6 centímetros, enquanto outras têm até 37 centímetros de altura; a maioria têm entre 10 e 27 centímetros. O limbo da folha (a parte livre do pseudopecíolo) tem normalmente 11 a 22 centímetros de comprimento e 1,5 a 2 centímetros de largura. Na junção entre o limbo e a lâmina há pequenas estruturas transparentes (lígulas) com cerca de 2 a 3 milímetros de altura.

## Distribuição e habitat
Roscoea scillifolia pode estar extinta da natureza, pois já não é vista em sua região nativa desde o começo do século XVIII. Era encontrada em uma pequena região em Yunnan, na China, particularmente nas montanhas nos arredores de Lijiang.

## Cultivo
A espécie é conhecida apenas em cultivo, estando possivelmente extinta da natureza. Na Inglaterra, a época da floração começa no início de maio e pode se estender até agosto. Tem as menores flores do gênero, e vem sido descrita como "um dos membros menos vistosos do gênero", não tendo recebido nenhum prêmio no julgamento do gênero Roscoea realizado pela Royal Horticultural Society. Geralmente requer uma posição relativamente ensolarada, com retenção de umidade porém em solos bem drenados, e pode tolerar mais exposição ao sol em relação a outras espécies do gênero, desde que o solo seja mantido húmido.